# Lithophyllum hibernicum
Lithophyllum hibernicum Foslie, 1906  é o nome botânico  de uma espécie de algas vermelhas pluricelulares do gênero Lithophyllum, família Corallinaceae.
- São algas marinhas encontradas na Irlanda.

## Sinonímia
- Lithophyllum fasciculatum f. subtilis  Foslie, 1897